# Dacrydium araucarioides
Dacrydium araucarioides là một loài thực vật hạt trần trong họ Thông tre. Loài này được Brongn. & Gris miêu tả khoa học đầu tiên năm 1866.